# Eulaira
Eulaira is een geslacht van spinnen uit de familie hangmatspinnen (Linyphiidae).

## Soorten
De volgende soorten zijn bij het geslacht ingedeeld:
- Eulaira altura Chamberlin & Ivie, 1945
- Eulaira arctoa Holm, 1960
- Eulaira chelata Chamberlin & Ivie, 1939
- Eulaira dela Chamberlin & Ivie, 1933
- Eulaira delana Chamberlin & Ivie, 1939
- Eulaira hidalgoana Gertsch & Davis, 1937
- Eulaira kaiba Chamberlin, 1949
- Eulaira mana Chamberlin & Ivie, 1935
- Eulaira obscura Chamberlin & Ivie, 1945
- Eulaira schediana Chamberlin & Ivie, 1933
  - Eulaira schediana nigrescens Chamberlin & Ivie, 1945
- Eulaira simplex (Chamberlin, 1919)
- Eulaira suspecta Gertsch & Mulaik, 1936
- Eulaira thumbia Chamberlin & Ivie, 1945
- Eulaira wioma Chamberlin, 1949